# Vanderhorstia belloides
Vanderhorstia belloides es una especie de peces de la familia de los Gobiidae en el orden de los Perciformes.

## Morfología
Los machos pueden llegar a alcanzar los 4,8 cm de longitud total y las  hembras 4,05.

## Hábitat
Es un pez de Mar y, de clima tropical y demersal que vive hasta los 21 m de profundidad

## Distribución geográfica
Se encuentra en Papúa Nueva Guinea.

## Observaciones
Es inofensivo para los humanos. 